# Aeneator
Aeneator is een geslacht van weekdieren uit de klasse van de Gastropoda (slakken).

## Soorten
- Aeneator antorbitus (C. A. Fleming, 1955) †
- Aeneator attenuatus Powell, 1927
- Aeneator benthicolus Dell, 1963
- Aeneator castillai McLean & Andrade, 1982
- Aeneator comptus (Finlay, 1924)
- Aeneator conformatus (Marwick, 1931) †
- Aeneator delicatulus Powell, 1929 †
- Aeneator elegans (Suter, 1917)
- Aeneator fontainei (d'Orbigny, 1839)
- Aeneator galatheae Powell, 1958
- Aeneator henchmani (Marwick, 1926) †
- Aeneator huttoni Finlay, 1930 †
- Aeneator imperator L. C. King, 1933 †
- Aeneator loisae Rehder, 1971
- Aeneator marshalli (R. Murdoch, 1924) †
- Aeneator martae Araya, 2013
- Aeneator nothopanax C. A. Fleming, 1954 †
- Aeneator orbitus (Hutton, 1885) †
- Aeneator otagoensis Finlay, 1930
- Aeneator perobtusus (C. A. Fleming, 1943) †
- Aeneator portentosus Fraussen & Sellanes, 2008
- Aeneator problematicus C. A. Fleming, 1943 †
- Aeneator prognaviter Fraussen & Sellanes, 2008
- Aeneator recens (Dell, 1951)
- Aeneator thomsoni (Marwick, 1924) †
- Aeneator valedictus (Watson, 1886)
- Aeneator validus (Marwick, 1928) †
- Aeneator wairoanus Marwick, 1965 †
- Aeneator willetti (C. A. Fleming, 1955) †